# Air operator's certificate
Een air operator's certificaat (AOC) is de goedkeuring die door de burgerluchtvaartautoriteit van een land wordt verleend aan een exploitant van vliegtuig om deze toe te staan vliegtuigen te gebruiken voor commerciële doeleinden. Dit vereist dat de exploitant over personeel, middelen en systemen beschikt om de veiligheid van zijn werknemers en de passagiers tijdens de vlucht te garanderen. Het certificaat vermeldt de goedgekeurde vliegtuigtypes, elk vliegtuigregistratienummer dat is goedgekeurd om te vliegen, het goedgekeurde vliegdoel en in welk gebied de houder mag opereren (zoals specifieke luchthavens of geografische regio).
Het document wordt uitgereikt door de nationale regulator voor burgerluchtvaart of national aviation authority (NAA) die per land de goedkeuring en regelgeving van burgerluchtvaart overziet en een vliegtuigregister bijhoudt. 
Het doel van de vliegvergunning kan variëren van luchtreclame, -fotografie of training tot regulier openbaar vervoer (met hoge of lage capaciteit), charter of medisch luchttransport.

## Vereisten
De vereisten voor het verkrijgen van een vliegvergunning(AOC) verschillen van land tot land, maar worden over het algemeen gedefinieerd:
- Voldoende personeel met de vereiste ervaring voor het soort verrichtingen dat wordt aangevraagd,
- Luchtwaardig luchtvaartuig, geschikt voor het soort gevraagde vluchtuitvoering,
- Aanvaardbare systemen voor de training van bemanning en de bediening van het vliegtuig (neergelegd in het "Operations Manual")
- Een kwaliteitssysteem om ervoor te zorgen dat alle toepasselijke voorschriften worden gevolgd,
- De benoeming van belangrijke hoofdelijk verantwoordelijke personeelsleden, verantwoordelijk voor specifieke veiligheidskritieke functies zoals opleiding, onderhoud en operaties,
- Carriers Liability Insurance (voor luchtvaartmaatschappijen) - Exploitanten moeten voldoende verzekerd zijn om het letsel of de dood van vervoerde passagiers te dekken.[3]
- Het bewijs dat de exploitant voldoende financiële middelen heeft om de operatie te financieren.
- De exploitant heeft voldoende grondinfrastructuur of voorzieningen voor de levering van voldoende infrastructuur om zijn activiteiten op de aangevraagde luchthavens te ondersteunen.
- Het certificaat is verleend aan een rechtspersoon gevestigd in het land of de regio van aanvraag (in het geval van Europa het Europees Agentschap voor de veiligheid van de luchtvaart (EASA).

## Categorieën
AOC's kunnen worden verleend voor een of meer van de volgende activiteiten:
- Luchtreclame
- Luchtfotografie
- Luchtambulance
- Vliegcharter
- Brand blussen
- Vluchttraining
- Luchtvervoer zowel vracht- als passagiervervoer

Bij vluchten met een lage capaciteit is sprake van vluchten met minder dan 38 passagiersstoelen; een hoge capaciteit is daarboven.

## Internationale variaties
Een AOC wordt in de Verenigde Staten een Air Carrier Operating Certificate genoemd en in Nieuw-Zeeland een Air Operator Certification.

### Nieuw-Zeeland
In Deel 119 van de Civil Aviation Authority of New Zealand zijn Air Operator Certification-regels voor luchtvervoersactiviteiten (ATO) en commerciële transportactiviteiten (CTO) vastgelegd. Ze bieden twee certificeringsniveaus: (a) AOC voor luchtoperaties in vliegtuigen van alle groottes; (b) AOC voor de algemene luchtvaart voor luchtoperaties in helikopters en vliegtuigen met negen of minder passagiersstoelen.

### Verenigde Staten
Volgens het United States Department of Transportation moet de Federal Aviation Administration het exploitatiecertificaat van een luchtvaartmaatschappij in de categorie geschiktheid bijhouden. Een luchtvaartmaatschappij moet de volgende drie normen handhaven: adequate financiering, bekwaam management, bereidheid om te voldoen aan toepasselijke wet- en regelgeving. Minstens 75 procent van de luchtvaartmaatschappijen die het stemrecht controleren, moeten in handen zijn van Amerikaanse burgers.

## Overdracht
Een AOC is waardevol. Het toont de aanvaarding door de relevante NAA van het personeel, de infrastructuur en de procedures van de exploitant. In de meeste rechtsgebieden kan een AOC worden verkocht of verworven om het moeizame proces van het verkrijgen van acceptatie door de toezichthouder voor een nieuw AOC te vermijden. Daartoe kan een failliete luchtvaartmaatschappij worden verkocht als een going concern en vervolgens worden omgevormd tot een ander bedrijf. Northwest Airlines kocht bijvoorbeeld het AOC van luchtvaartmaatschappij FLYi om Compass Airlines op te richten, nu een feederluchtvaartmaatschappij voor Delta Air Lines  op de markt gebracht als Delta Connection. Op dezelfde manier kocht Strategic Airlines het AOC, het personeel en de routes van de mislukte OzJet luchtvaartmaatschappijen.

## Autoriteiten
- België: Directoraat-generaal Luchtvaart
- Nederland: Inspectie Leefomgeving en Transport
- Verenigde Staten: Federal Aviation Administration